# Baluarte

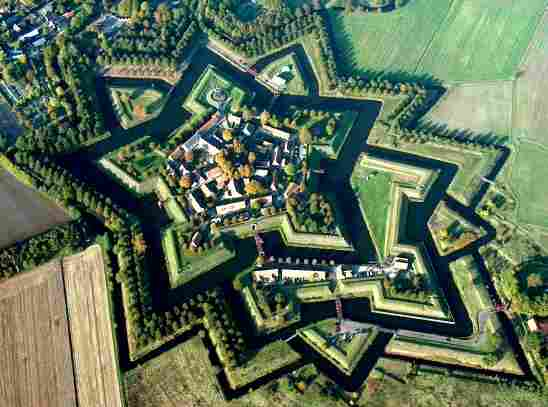
Cinco baluartes regulares do corpo principal da Fortaleza de Bourtange, Países Baixos.

Um baluarte (do provençal baloart, do neerlandês bolwerk) ou bastião (do francês bastion), em arquitetura militar, é uma obra defensiva, situada nas esquinas e avançada em relação à estrutura principal de uma fortificação abaluartada.

## História
O moderno baluarte surgiu pela primeira vez na Itália em fins do século XV, tendo alcançado a sua máxima expressão com o marquês de Vauban, na França, na segunda metade do século XVII.
Era utilizado como plataforma de artilharia, para cruzar fogos com os baluartes vizinhos, impedindo o assalto inimigo às cortinas situadas entre eles.
Observe-se que Duarte de Armas em Portugal e outros autores do início do século XVI - período em que a nova terminologia ainda não era muito difundida - empregaram o termo "baluarte" para designar qualquer obra fortificada.

## Características
O baluarte tem, normalmente, um formato pentagonal, apresentando duas faces, dois flancos e uma gola (linha pela qual está ligado à estrutura principal). Normalmente, é sustentado por muralhas de alvenaria e preenchido com terra apiloada.
Em relação aos castelos medievais, constitui-se numa defesa mais baixa e mais larga, melhor adaptada ao emprego da artilharia, que se difundiu na Europa a partir do século XV.

## Tipos de baluarte

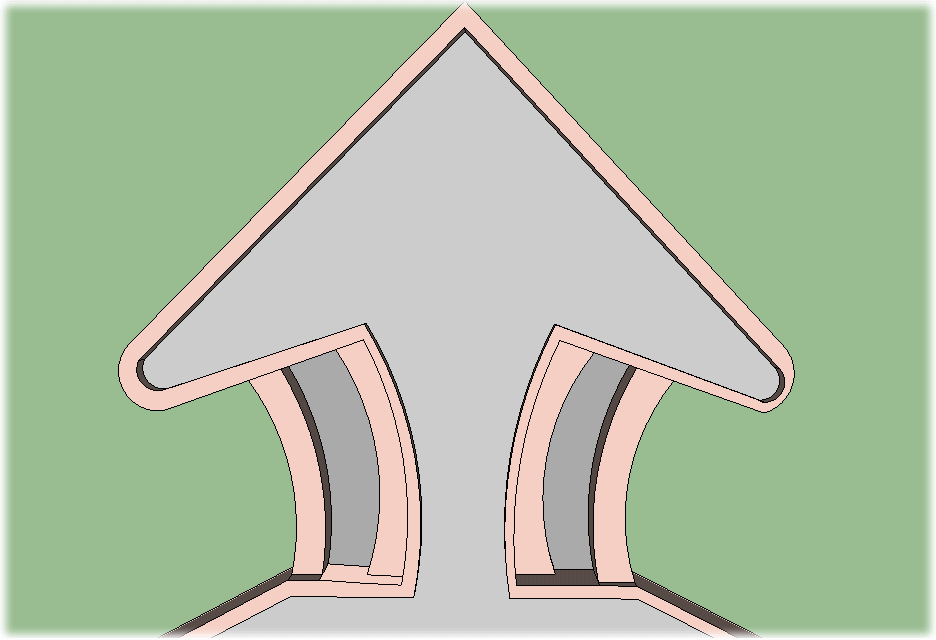
Planta de um baluarte de orelhões

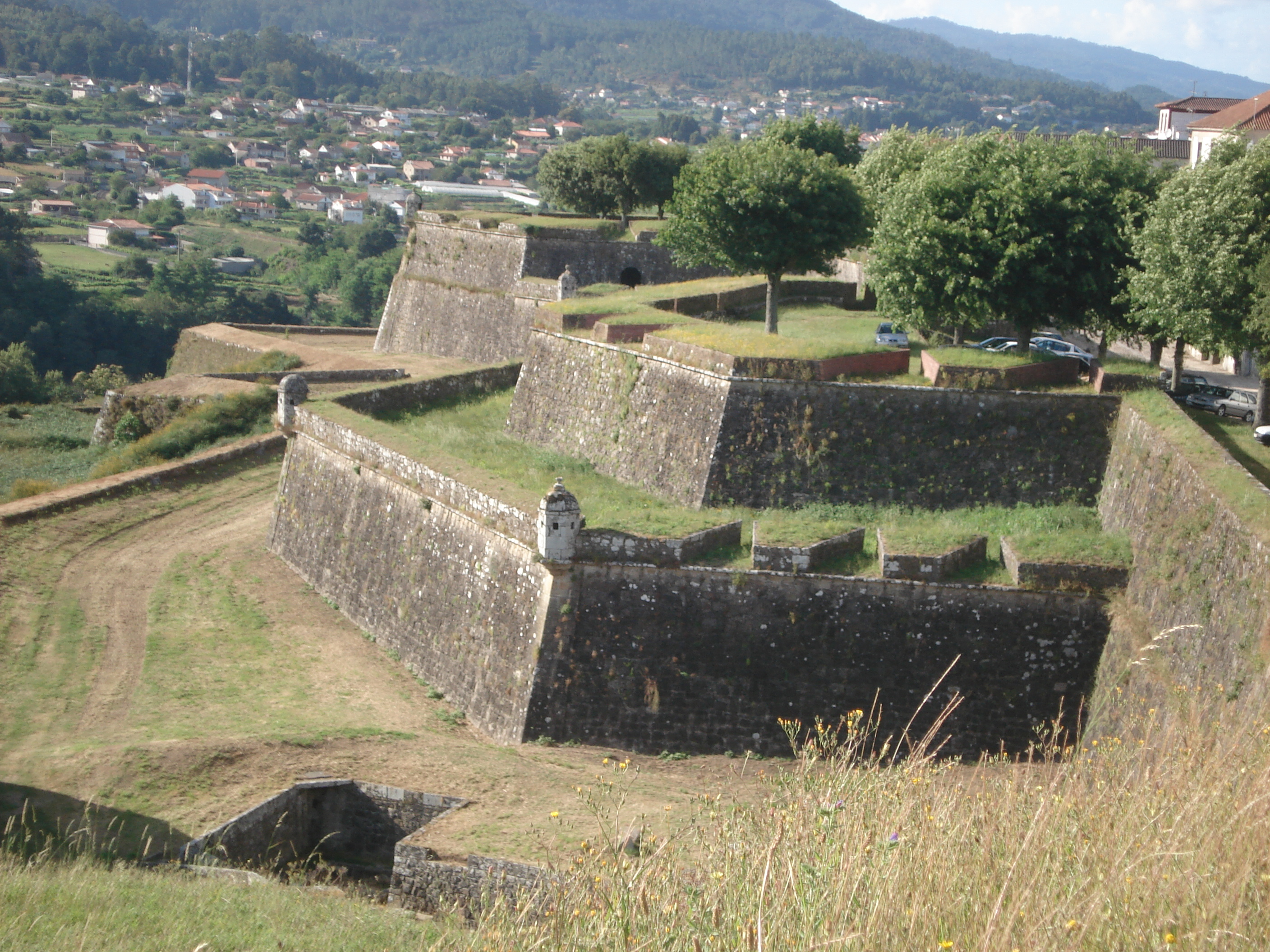
Baluartes duplos da Praça-forte de Valença, Portugal.

- Baluarte em tenalha: aquele cujo ângulo flanqueado forma um reentrante;
- Baluarte truncado: aquele cujo ângulo flanqueado é substituído por um ou dois ângulos reentrantes;
- Baluarte de orelhões: aquele cujos ângulos retirados e convexos estão cobertos até ao centro por uma extremidade da face conhecida por "orelhão";
- Baluarte destacado: reduto isolado em forma de baluarte;
- Baluarte duplo: aquele que possui um baluarte menor no seu interior;
- Baluarte terraplanado: aquele que, além do terrapleno normal da praça, era ainda cheio no seu interior com outro terrapleno, ficando mais reforçado;
- Baluarte plano: aquele que tem meias golas em linha reta;
- Baluarte real: aquele que apresenta dimensões muito elevadas, com vários entrincheiramentos e com capacidade para albergar uma grande guarnição;
- Baluarte regular: aquele cujas linhas e ângulos correspondentes são iguais entre si;
- Baluarte simples: aquele cujo terrapleno acompanha as suas faces e flancos, deixando um espaço vazio no centro, que pode ser utilizado para se construir alguma edificação;
- Baluarte vazio: aquele sem qualquer terrapleno;
- Meio-baluarte: aquele que apenas tem uma face e um flanco.